# Mathieu-Mathurin Tabaraud
Mathieu-Mathurin Tabaraud, né à Limoges le 17 avril 1744, où il est mort le 9 janvier 1832, est un prêtre oratorien français dont les écrits théologiques cherchèrent à intégrer les conséquences de la Révolution française afin de construire une Église ouverte sur l'avenir.

## Biographie
Il est né à Limoges le 17 avril 1744. Il y fit ses études au collège des jésuites et entra dans la communauté de Saint-Sulpice
Il fut reçu dans la congrégation de l'Oratoire à vingt-deux ans. Puis il enseigna à Nantes, Arles et Lyon. Avec Joseph Valla, il composa une Théologie de Lyon, une seconde édition est publiée en 1780 avec le patronage de Antoine de Malvin de Montazet, fortement attaché au jansénisme
En 1783, il devint supérieur de Pézenas, il était à La Rochelle en 1786, lors de l'édit de Versailles de Louis XVI. Il approuva et écrivit une Lettre d'un théologien aux curés de La Rochelle, dénoncée par François-Joseph-Emmanuel de Crussol d'Uzès, Tabaraud fit une seconde lettre en réponse. 
Quand la Révolution éclata, il était supérieur de la maison de Limoges. Un premier temps favorable, il dénonça la constitution civile du clergé et fit plusieurs pétitions et lettres pour la monarchie ou dénonçant les jacobins. Écrites au nom des limougeauds, la ville resta dans le calme. Il proteste contre l'élection des prêtres et fit probablement une adresse à Pie VI. Il fut dénoncé par le club des Jacobins de la ville, fuyant à Lyon puis Paris suivit de Rouen et enfin s'exila à Londres après la journée du 20 juin 1792 et les massacres de septembre. Il fit des articles pour plusieurs revues : The Times, l'Oracle et leAnti-Jacobin Review. Il traduisit de l’anglais les Réflexions soumises à la considération des puissances combinées de John Bowles (en). Il composa une Histoire du Philosophisme anglais, écrivit à Pie VI et répondit aux calomnies contre le clergé exilé.
Il revint en France en 1801 avec le concordat napoléonien. On lui proposa un évêché mais il refusa pour une vie d'étude, et fut nommé en 1811 censeur de la Librairie. Ses ouvrages sont marqués par le jansénisme, il défend le principe de la religion d'État, que la grâce d'un prêtre est indispensable pour le mariage. Il publia également De la philosophie de La Henriade (1804, rééd. 1825) où il critique cette épopée. Il se brouille longuement dès 1809 avec l'évêque Jean-Marie-Philippe Dubourg sur le port obligatoire de la soutane.

## Principales publications
- Institutiones theologicae, auctoritate D. D. archiepiscopi Lugdunensis, ad usum scholarum suae dioecesis editae (6 volumes, 1784)
- Traité historique et critique de l'élection des évêques (2 volumes, 1792)
- De la Nécessité d'une religion de l'État (1803)
- De la Philosophie de la Henriade ou Supplément nécessaire aux divers jugemens qui en ont été portés, surtout à celui de M. de La Harpe (1805). Réédition : Hachette, Paris, 1978. Texte en ligne
- Histoire critique du philosophisme anglois, depuis son origine jusqu'à son introduction en France inclusivement (2 volumes, 1806)
- De la Réunion des communions chrétiennes, ou Histoire des négociations, conférences, correspondances qui ont eu lieu depuis la naissance du protestantisme jusqu'à présent (1808)
- Essai historique et critique sur l'institution canonique des évêques (1811)
- Du Pape et des jésuites, ou Exposé de quelques événements du pontificat de Pie VII, de la conduite des jésuites depuis leur introduction en France jusqu'à leur expulsion, des causes de leur suppression et de celles qui s'opposent à leur rétablissement (1814)
- Du Divorce de Napoléon Bonaparte avec Joséphine, Vve Beauharnais, et de son mariage avec Marie-Louise, archiduchesse d'Autriche (1815)
- Principes sur la distinction du contrat et du sacrement de mariage, sur le pouvoir d'apposer des empêchemens dirimans, et sur le droit d'accorder des dispenses matrimoniales (1816)
- Histoire de Pierre de Bérulle, cardinal de la sainte Église romaine, fondateur de la congrégation de l'Oratoire, suivie d'une notice historique des supérieurs généraux de cette congrégation (2 volumes, 1817)
- Observations d'un ancien canoniste, sur la convention conclue à Rome, le 11 juin 1817 (1817)
- Du Droit de la puissance temporelle sur le mariage, ou Réfutation du décret du 18 février 1818 par lequel M. Dubourg, évêque de Limoges, a déclaré que les mariages faits conformément aux lois de l'État, lorsqu'ils n'ont pas été bénis par le prêtre, sont des incestes, des fornications, des concubinages (1818)
- De l'Appel comme d'abus, suivi d'une dissertation sur les interdits arbitraires de célébrer la messe (1820)
- De l'Inamovibilité des pasteurs du second ordre (1821)
- Des Sacrés-Cœurs de Jésus et de Marie, précédés de quelques observations sur la nouvelle édition du bréviaire de Paris (1823)
- Réflexions sur l'engagement exigé des professeurs de théologie d'enseigner la doctrine contenue dans la Déclaration du clergé de 1682 (1824)
- Examen de deux propositions de loi qui doivent être faites aux Chambres, l'une sur la célébration du mariage, l'autre sur la tenue des registres de l'état civil (1824)
- Histoire critique des projets formés depuis trois cents ans pour la réunion des communions chrétiennes (1824)
- Histoire critique de l'Assemblée générale du clergé de France en 1682, et de la déclaration des quatre articles qui y furent adoptés (1825) Texte en ligne
- Essai historique et critique sur l'état des Jésuites en France depuis leur arrivée dans le royaume jusqu'au temps présent (1828)